# Perast
Perast (črnogorsko Пераст) je staro mesto v Kotorskem zalivu v Črni gori. Leži nekaj kilometrov severozahodno od Kotorja in je znan po bližini otočkov svetega Jurija in Gospa od Škrpjela. Perast je danes zaščiteno mesto-muzej.

## Zgodovina
Po domnevah arheologov so se na območju Perasta v neolitiku pojavile prve naselbine. Tu so tudi spomeniki ilirskega, rimskega in zgodnjekrščanskega obdobja. Mesto so ustanovili Iliri, ki so ga poimenovali po enem od lokalnih plemen – Pirusti.
Prvi spomini na Perast se nanašajo na leto 1336 - takrat je bilo majhno ribiško naselje, ki je imelo ladjedelnico, v pristanišču pa je bilo vedno več komercialnih in ribiških čolnov. Ker pa je strateško pomemben otok Sveti Jurij, v neposredni bližini, pripadal Kotorju, je razvoj Perasta potekal zelo počasi.
Blaginjo je mestu prineslo beneško obdobje, še posebej pomembno pa je bilo na obmejnem območju okoli leta 1482 - po prevzemu turškega dela obale od Hercegnovega do Risana. Ko je majhna vas končno postala mesto, so njeni prebivalci razmišljali o utrditvi. Zgrajena je bila trdnjava Svetega križa in ducat obrambnih stolpov. Po uspešno izvedenih bitkah je Perast začel uporabljati nekatere politične in gospodarske privilegije, zlasti je imel po letu 1654 pravico čuvati beneško zastavo svetega Marka pred obleganjem Turkov pod vodstvom Mehmed-aga Rizvanagića.
Perast je imel tudi prosto trgovino z Beneško republiko in dobil podporo beneških oblasti v neusmiljenem boju proti gusarjem na Jadranu. Mesto je zaradi tega raslo in se obogatilo. Mesto je doživelo največji razcvet v 17. in 18. stoletju in večina spomenikov izvira iz tistega časa: poslopja ladijskih lastnikov in pomorskih kapitanov, najbolj zanimiva je baročna palača Bujovića iz 1694 v kateri je sedaj Zavičajni muzej, poslopje pomorske šole Nautika z bojno zastavo, ki jo je car Peter I. Veliki daroval Matiji Zmajeviću, trdnjava iz 17. stoletja, s katere se nudi lep razgled na Boko in drugo. Ohranjene so še številne cerkve: župnijska cerkev sv. Nikole (15-17.st.), cerkev Ružarije, cerkvica sv. Ane.
Ker je tu delovala ena najbolj slovečih pomorskih šol, je dal car Peter I. Veliki iz Rusije na izobraževanje k izjemnemu kapitanu Marku Martinoviću poslati svoje obetavne mornarje. Ko je Napoleon leta 1797 premagal Beneško republiko, je bil Perast še več mesecev zvest Benetkam, vendar je mesto na koncu moralo spustiti zastavo svetega Marka. Od tega trenutka se je začel propad Perasta: skupaj s celotnim območjem Kotorskega zaliva je bil prepuščen Avstrijcem in Italijanom, nato pa Francozom, nato je bil pod oblastjo Avstro-Ogrske, vse do njenega poraza v prvi svetovni vojni. Leta 1918 je mesto postalo del Kraljevine Srbov, Hrvatov in Slovencev, leta 1941 pa je postalo del italijanske pokrajine Cattaro (Kotor). Šele leta 1944 je mesto dobilo neodvisnost v Jugoslaviji in postalo eno upravnih področij Črnogorske republike. Od leta 2006 spada mesto pod neodvisno Črno Goro .

## Geografija
Perast leži pod hribom Svetega Ilije (873 m), na rtu, ki ločuje zaliv Risan od Kotorskega zaliva in gleda na ožino Verige, najožji del Kotorskega zaliva. Povprečna letna temperatura v Perastu je 18,3 ° C, število sončnih dni pa 240 (ali okoli 2500 sončnih ur na leto).
V bližini Perasta sta dva otočka: Sveti Đorđe ali Sveti Juraj in Gospa od Škrpjela, na vsakem je slikovita kapela. Gospa od Škrpjela je še posebej zanimiva, saj je edini umetno zgrajen otok na Jadranu s površino 3030 m² - zgrajen je bil na skali (Škrpjel), potem ko sta leta 1452 dva beneška mornarja iz Perasta na njem našla podobo Device Marije.

## Demografija
Med vsemi prebivalci Perasta je 121 moških, 148 pa ženskega spola.
Po popisu iz leta 2011 je v mestu živelo 274 prebivalcev, razdeljenih po narodnosti: 
| Narodnost (2011 census) | število | %       |
| ----------------------- | ------- | ------- |
| Črnogorci               | 128     | 47,58 % |
| Srbi                    | 94      | 34,94 % |
| Hrvati                  | 20      | 7,43 %  |
| Drugi                   | 27      | 10,5 %  |

- Razglednica Perasta iz leta 1900
- Cerkev sv. Nikolaja v Perastu
- Otok sv. Jurija
- otok Gospa od Škrpjela
- Obala Perasta

## Kultura
- Fašinada, vsako leto 22. junija